# Johannes Loew

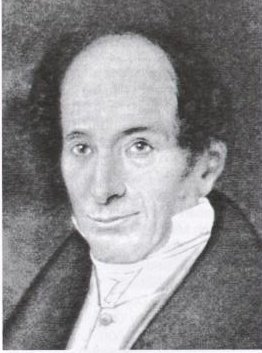
Johannes Loew

Johannes Loew, ab 1832 Ritter von Loew (* 10. Oktober 1771 in Bruchsal; † 22. Oktober 1833 in Speyer) war ein geadelter bayerischer Jurist und Staatsbeamter im höheren Dienst.

## Leben und Wirken
Johannes Loew wurde geboren als Sohn des Mediziners Johann Jacob Loew (1731–83) und dessen Gattin Maria Theresia Traitteur; die Familie gehörte der katholischen Konfession an. Der Vater fungierte als Leibarzt und Vertrauter des Speyerer Fürstbischofs August von Limburg-Stirum. Die Mutter entstammte dem ebenfalls im Dienst des Speyerer Bischofs stehenden Geschlecht Traitteur und ihr Vater war bischöflicher Amtskeller zu Deidesheim. Auch die in Kurpfalz-Bayern bekannten Brüder Johann Andreas von Traitteur und Karl Theodor von Traitteur kamen aus dieser Familie.
Johannes Loew verlor schon mit 12 Jahren seinen Vater. Er besuchte das Gymnasium in Bruchsal und studierte Rechtswissenschaften an der Universität Mainz bzw. ab 1790 in Erlangen.
Über seine mütterlichen Verwandten kam er nach Deidesheim und wurde dort Gemeindesyndikus (Rechtsbeistand der Verwaltung). Die inzwischen hier herrschenden französischen Revolutionäre ließen den gemäßigt gesinnten Loew von diesem Amt entfernen. Daraufhin arbeitete er als Syndikus der örtlichen Spitalstiftung und blieb weiterhin in der Gemeinde einflussreich. Bei Rechtsstreitigkeiten setzte sich der Jurist nachhaltig für die Belange von Deidesheim ein.
Unter napoleonischer Herrschaft wurde Johannes Loew 1803 Advokat am Bezirksgericht Speyer, 1811 dort auch Richter. Nach dem Abzug der Franzosen unterstellte man die Pfalz 1814 zunächst der österreichisch-bayerischen Gemeinschaftlichen Landes-Administrations-Kommission, mit Sitz in Kreuznach. Hier begann Loew mit seiner Verwaltungstätigkeit und setzte sich nachhaltig für den Wiederanschluss an Bayern ein.
1816 übernahm ihn das Königreich Bayern in seine staatliche Verwaltung und er erhielt am 18. August des Jahres die Ernennung zum Regierungsrat im Rheinkreis. Aus gesundheitlichen Gründen schied Johannes Loew 1831 aus dem Staatsdienst aus. Am 1. Januar 1832 verlieh ihm König Ludwig I. das Ritterkreuz des Zivilverdienstordens der Bayerischen Krone, verbunden mit dem persönlichen Adelstitel. Zu diesem Anlass widmete ihm der befreundete Speyerer Domkapitular und spätere Kardinal Johannes von Geissel ein Festgedicht. Schon einige Jahre vorher hatte er den Kurhessischen Hausorden vom Goldenen Löwen erhalten. Loew starb bereits 1833 und wurde auf dem katholischen Teil des Alten Friedhofs Speyer beigesetzt. Hofrat Georg von Jäger hielt am Grab die Traueransprache und Regierungspräsident Joseph von Stichaner berichtete nach München, dass Bayern einen ausgezeichnet tätigen Geschäftsmann und treuen Diener verloren habe.
Loew war ein bekannter Geschichtsfreund und veröffentlichte viele heimatgeschichtliche Artikel in den Intelligenzblättern des Rheinkreises, u. a. eine Geschichte des Hospitals Deidesheim. Er zählte 1827 zu den Gründungsmitgliedern des Historischen Vereins der Pfalz.

## Familienverhältnisse
1805 hatte Loew in Speyer Clementine Pfister geheiratet, die Tochter eines Schweizer Offiziers. Aus der Verbindung gingen 15 Kinder hervor. Die Tochter Amalie (1811–1879) ehelichte 1844 den verwitweten Fürsten Karl Theodor von Wrede, ehemals pfälzischer Regierungspräsident. Die Tochter Amanda (1810–1864) heiratete den oberfränkischen Appellationsgerichtspräsidenten Maximilian Dall’Armi (1804–1867), Sohn des Münchner Kaufmanns Andreas Michael Dall’Armi.
Loews Nichte (Tochter seines Bruders) war die Sopranistin Maria Theresia Löw (1809–1885); deren Tochter wiederum die Opernsängerin Lilli Lehmann (1848–1929). Lilli Lehmann hat in ihren Memoiren Mein Weg (1913) die schriftlich niedergelegten Familienerinnerungen der Tante Amanda Dall’Armi geb. Loew als eigenes Kapitel eingefügt.